# E (film, 2006)
Pour plus de détails, voir Fiche technique et Distribution.
E est un film indien réalisé par S. P. Jhananathan, sorti en 2006.

## Fiche technique
- Titre : E
- Réalisation : S. P. Jhananathan
- Scénario : S. P. Jhananathan
- Musique : Srikanth Deva
- Pays d'origine : Inde
- Genre : thriller
- Date de sortie : 2006

## Distribution
- Jiiva : E - Easwaran
- Nayantara : Jothi
- Pasupathy : Nellai Mani
- Ashish Vidyarthi : Dr. Ramakrishnan
- Karunas : Tony